# XIX обикновено народно събрание
Деветнадесетото обикновено народно събрание (XIX ОНС) е народно събрание на Царство България, заседавало в сградата на Народното събрание в София между 15 април 1920 и 11 март 1923, брой депутати – 232.

## Избори
Изборите за XIX ОНС са проведени на 28 март 1920 г., съгласно указ на цар Борис III № 69 от 26 февруари същата година. След изборите за XVI ОНС те се провеждат по пропорционалната система и са задължителни за всички избиратели, които не са лишени от това право. Избирателна активност – 77,3%.

## Сесии
- I извънредна (15 април – 27 октомври 1920)
- I редовна (28 октомври 1920 – 26 април 1921)
- II извънредна (1 юни – 27 октомври 1921)
- II редовна (28 октомври 1921 – 12 април 1922)
- III извънредна (1 юни – 31 юли 1922)
- IV извънредна (2 – 14 октомври 1922)
- III редовна (15 октомври 1922 – 11 март 1923)

## Бюро
Председател:
- Александър Ботев (15 април 1920 – 24 юни 1921)
- Недялко Атанасов (4 ноември 1921 – 11 март 1923)

Подпредседатели:
- Константин Томов
- Христо Манолов
- Георги Марков
- Калю Малев

## Депутати
Българска комунистическа партия
- Георги Димитров
- Владимир Поптомов

Демократическа партия
- Андрей Ляпчев